# 山西省民俗博物馆
37°51′52″N 112°34′26″E / 37.86457°N 112.57384°E

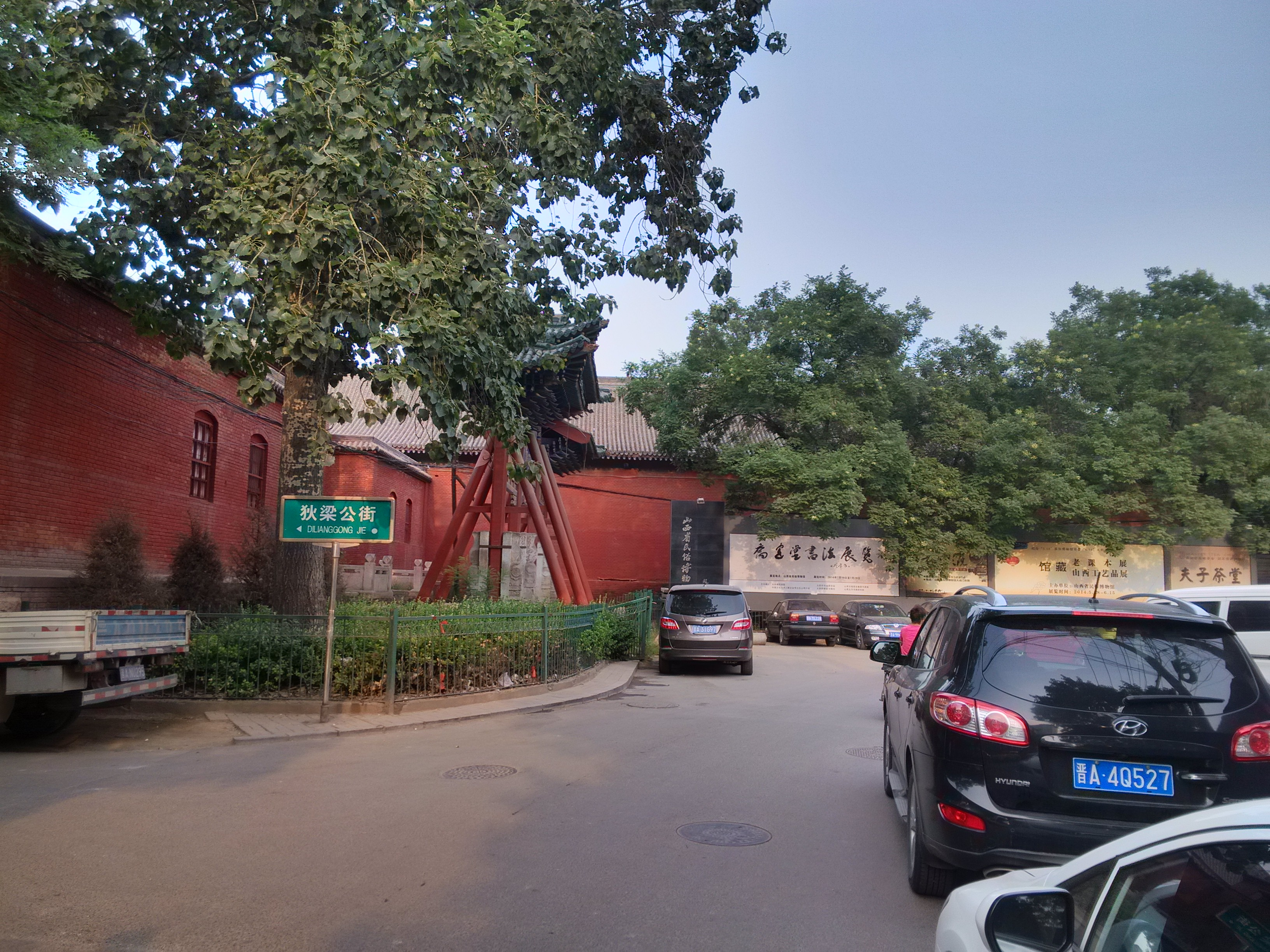
山西省民俗博物馆

山西省民俗博物馆位于山西省太原市迎泽区文庙巷40号（即太原府文庙所在地）。
2003年10月10日，原山西省博物馆更名为山西省民俗博物馆（原山西省博物馆二部更名为山西省艺术博物馆）。
2020年4月10日，整合了原山西省考古研究所、山西省民俗博物馆2家单位的山西省考古研究院（山西考古博物馆）在太原文庙大成殿广场挂牌成立。